# Riama colomaromani
Riama colomaromani är en ödleart som beskrevs av  Kizirian 1996. Riama colomaromani ingår i släktet Riama och familjen Gymnophthalmidae. Inga underarter finns listade i Catalogue of Life.